# Stazione di La Plaine
La stazione de La Plaine è una stazione ferroviaria posta sulla linea Ginevra-La Plaine-Frontière delle Ferrovie federali svizzere (FFS) a servizio della località omonima del comune di Dardagny.

## Storia

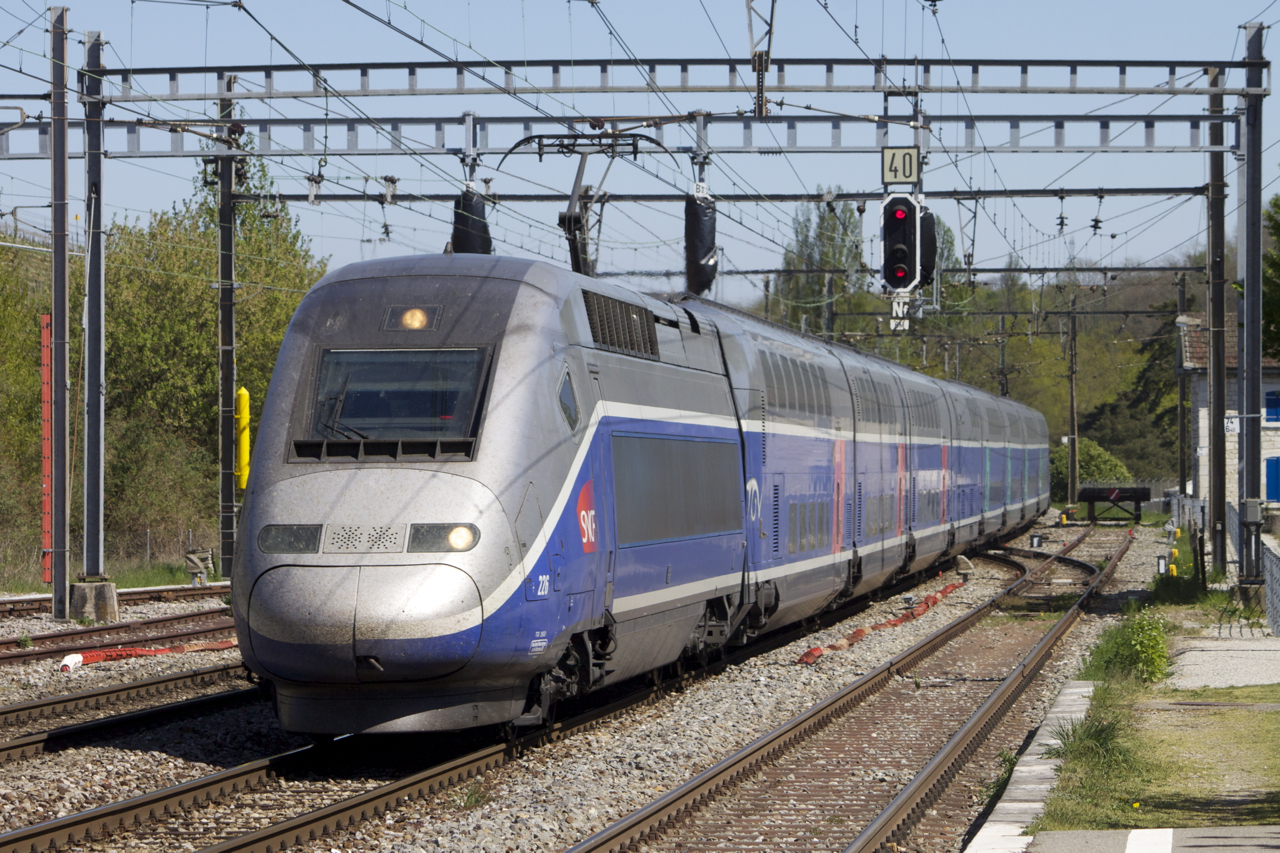
Un TGV diretto in Francia in transito nell'aprile 2014; in quel momento è ancora attivo il segnalamento di tipo francese.

Costruita dalla «Compagnie pour le chemin de fer de Lyon à Genève», la stazione venne inaugurata il 16 marzo 1858 e aperta all'esercizio due giorni dopo.
Il fabbricato viaggiatori venne progettato dall'architetto Raymond Grillot.
Il 27 settembre 1956 venne attivata l'elettrificazione a 1500 V cc della stazione. Il 25 agosto 2014 venne attivata l'elettrificazione a 25 kV ca.

## Strutture e impianti
La stazione è dotata di tre binari passanti e di due binari tronchi; solo un binario è munito di banchina per il servizio viaggiatori.

## Movimento
La stazione è servita con cadenza oraria (rinforzata nei giorni feriali) dai treni regionali da e per Ginevra, i quali vi hanno il capolinea; i treni internazionali non vi effettuano fermata.

## Servizi
- Biglietteria automatica

## Interscambi
La stazione assicura, per mezzo della fermata di La Plaine, Gare, l'interscambio con le linee T e X dei Transports Publics Genevois.
- Fermata autobus